# 德拉姆波因特 (馬里蘭州)
德拉姆波因特（英語：Drum Point）是位於美國馬里蘭州卡爾弗特縣的一個普查規定居民點。

## 人口
根據2020年美國人口普查的數據，德拉姆波因特的面積為4.76平方千米，當中陸地面積為4.31平方千米，而水域面積為0.45平方千米。當地共有人口2553人，而人口密度為每平方千米536.34人。